# 大同之屠
大同之屠是指清朝顺治六年（1649年），清军在中国山西大同地区的一次大规模屠城事件。清代编纂的《云中郡志》、《大同府志》和《大同县志》对这這次事件並無詳細記載，但是从清初文人的作品及清初史料中仍能看出端倪。
由于清廷推行民族歧视和压迫政策，当时汉人社会普遍具有反满情绪。晋、陕地区的反清复明运动最大的特色是当地百姓的广泛参与，上自文武高官、下至普通军民几乎都自愿地反抗清廷。清代官修史书虽然尽力遮盖真相，从一些档案和地方志里仍然可以窥见历史场面。大同城破以后，清军根据多尔衮的命令实行屠城，执行得相当彻底。大同和大同左卫两座城里的监狱关有重犯五名，由于“城破尽屠，无凭究拟”，人都杀光了，无法找到原告和证人，新任地方官只好提请销结案件。

## 背景
顺治五年（1648年），江南七省的反清斗争先后取得大好局面的同时，原降清的大同总兵姜瓖不满于清朝的压迫和歧视，在顺治六年十二月初三日（1649年1月）於大同起義歸南明。姜瓖連陷旁近府縣，富喀禪遣諸將根特、杜敏赴援，其附近十一城皆响应他的号召，以割辫为标志，遵用永历正朔，史称「戊子之变」或「姜瓖大同反正」。多爾袞得知消息，派遣阿濟格載紅衣大炮急赴大同，初四日到达大同城下，進行圍剿，一方面又對姜瓖進行勸降，宣布若能悔罪归诚，仍将“照旧恩养”。多爾袞見招降無效，加派端重亲王博洛、承泽亲王硕塞、多罗亲王满达海，連同阿濟格繼續作戰。顺治六年六月，清军攻克了山西部分州县，阿濟格圍困大同數月，大同城內已經食盡，“兵民饥饿，死亡殆尽，余兵无几”，守將楊振威等人於10月斬殺姜瓖及其兄弟首級，獻城投降。

## 屠城

### 大同
阿濟格入城后恨城內兵民固守，下令对大同“屠城斩墙”，除杨振威的官兵家属外，“官吏兵民、尽行诛之”，九月戊午日，清廷谕和硕英亲王曰：“斩献姜镶之杨震威等二十三人及家属并所属兵六百名，俱著留食，仍带来京候封，其余从逆之官吏兵民，尽行诛之”。清军见人就杀，见东西就抢，见房子就烧，男女老幼都被斩尽杀绝。除了个别寺院僧尼外，就连曾经明令保护的杨震威等二十三人的家眷也都被杀死。二十九日又挨门逐户地搜杀，直到杀的连一个汉人都没有方才罢手。

### 附近州县
大同一失，山西各地出现连锁效应，诸城不守，汾州、运城、太谷等地相继沦陷。清军每攻一城，皆把当地人杀光，制造了一个又一个“无人区”。顺治六年九月二十二日，陕西清军攻克运城，明义军元帅韩昭宣阵亡，战死官兵一万余人，“尸满街衢”；另一位首领虞胤乘乱逃出。同月，博洛、满达海二亲王会兵合攻汾州。十三日夜间，用红衣大炮猛轰北关，第二天从城墙坍塌处衝入城内，义军所设巡抚姜建勋、布政使刘炳然突围出城后被清军擒杀。由于清军攻破汾州后把城中百姓屠戮一空，岚县、永宁州（今离石县）绅士惟恐同归于尽，把义军委派的知县、知州绑赴军前，开城投降。

## 毁城
为了防止人民的反抗斗争，拆除城牆上部五尺，毁坏一切防御工事。以后过了三年，大同府迁回大同时，城内仍然人烟稀少，荒废不堪，杂草丛生，野兽出没，清朝只好从各地往大同迁移人口。清军实施大同大屠杀后，全城只剩下5个重案犯。清朝派来的大同知府，上书顺治，称既然没有了苦主，就可以释放这5个人了。这份奏折，至今保存在中國第一历史档案馆。

## 遇害人数
经过清军的屠杀，大同城成为了一座尸横遍野的荒城。从零星的史书中可以看到有关大屠杀的记载。
- 顺治七年十二月清宣大山西总督佟养量揭帖中报告：“大同、朔州、浑源三城，已经王师屠戮，人民不存。”随之而来的是大片耕地荒芜，“如浑源州原额地（指明代册额）七千九百九十五顷四十九亩零，除先任宣大耿部院题免无主荒地外，又姜逆叛之后，屠戮复荒无主地四千八百余顷，见今成熟地八百三十二顷三十六亩。朔州原额地三千二百六十五顷八十八亩零，除耿部院题免无主荒地外，又姜逆叛后，人民屠戮复荒无主地一千六百八十一顷，见今成熟地三百八十九顷七十二亩。大同共额地一万三千七百二十一顷七十六亩八分零，除耿部院题免无主荒地外，又姜逆叛后，人民屠戮复荒无主地七千一十八顷零，见今成熟地二千四十五顷四十六亩六分零”。“实核三州县户口之死亡者一万八千八百六十四丁，而见存者五千四百七十九丁，所遗荒田一万三千五百顷余，该粮二万七千八百三十余两”[參⁠ 16]。
- 《朔州志》记：“城破，悉遭屠戮。”[參⁠ 17]
- 《五台县志》记：“自戊子延及辛卯（1648—1651），人民死徙，地土荒芜，迄今三十余年，流亡尚未全复，土田尚未尽垦也。”[參⁠ 18]
- 乾隆《汾州府志》收录了胡庭作《李节妇传》：节妇居郡城之南郭，奇妒，夫畏之过于严父。甲申（1644），贼自成陷郡城。李舍舍贼可五六十辈，纷纷托索器物肆媟嫚。李察其为首领者招之曰：“我夫远出，谅不肯相免，幸禁士卒，夜静暗中来，勿使张扬，去与我留少颜面。”首领亦幸其秘密，喜甚。迨夜，李与妾及一女奴升屋脊，去梯，俟首领入，遽乱声锣。巡捕者逮诣自成，斩以殉。李不肯退，曰：“为一妇人，诛一将，部曲谁肯甘心？虽畏法，临启行时，何难戕害？”自成发令箭，驱众贼出，封其门。己丑（1649，顺治六年），城屠，被虏，至濠次，扑马下，击石碎首死。[參⁠ 19]从这里也可以看出来清朝亲王攻破汾州，全城遭殃，男子被屠杀一空，女子、财物成了满洲贵族军队的战利品的局面。

## 影响
山西人民的反清斗争沉重地打击了清朝统治者，迫使清政府不得不实行一些让步政策。